# Christian II. (Pfalz-Zweibrücken-Birkenfeld)

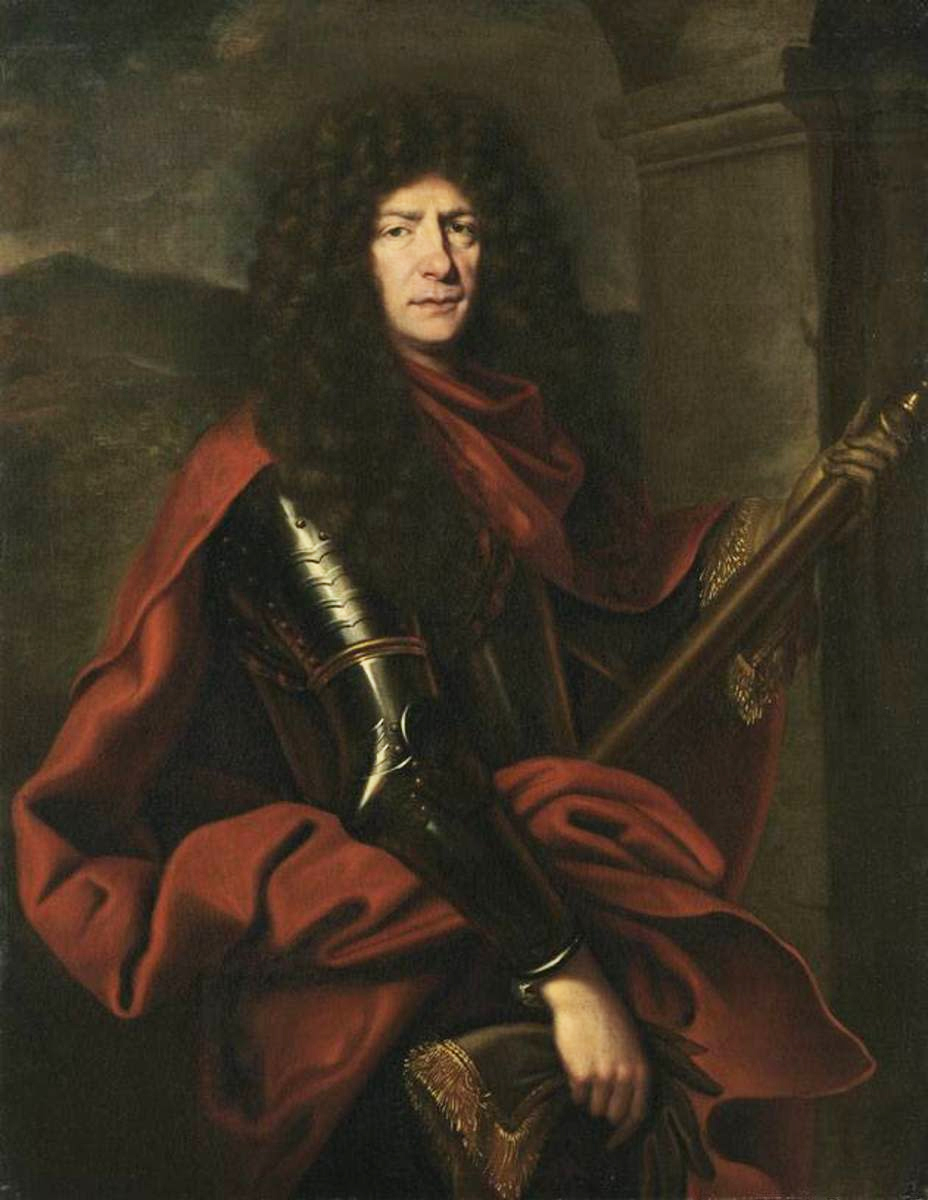
Pfalzgraf Christian II. von Zweibrücken-Birkenfeld

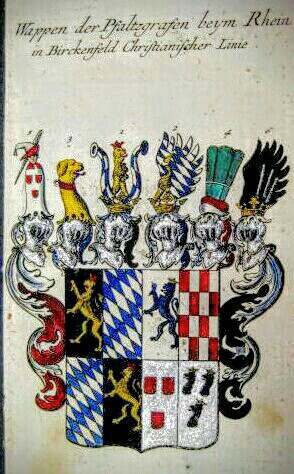
Wappen des Pfalzgrafen zu Birkenfeld nach dem Erbanfall der Grafschaft Rappoltstein-Hohenack

Christian II. von Pfalz-Zweibrücken-Birkenfeld (* 22. Juni 1637 in Bischweiler; † 26. April 1717 in Birkenfeld) war ab 1671 Pfalzgraf von Pfalz-Birkenfeld-Bischweiler-Rappoltstein als Erbe seines Vetters Karl II. Otto von Pfalz-Birkenfeld, der ohne männliche Nachkommen gestorben war.

## Leben
Christian war ein Sohn des Pfalzgrafen Christian I. von Pfalz-Birkenfeld-Bischweiler aus dessen Ehe mit Magdalena Katharina (1606–1648), Tochter des Pfalzgrafen und Herzogs Johann II. von Zweibrücken. Sein Bruder war Johann Karl von Pfalz-Birkenfeld-Gelnhausen, mit dem er über das Deputat Gelnhausen 1681 und 1683 gesonderte Verträge schloss.
Christian und sein jüngerer Bruder wurden durch Philipp Jacob Spener ausgebildet und studierten später an der Universität Straßburg. Danach unternahmen die Brüder eine 5-jährige Kavalierstour, die sie unter anderem nach Frankreich, Holland, England, Schweden und in die Schweiz führte.
Christian II. nahm als Obrist und Regimentsinhaber des Evangelischen Regiments zu Fuß des Schwäbischen Reichskreises am 1. August 1664 an der Schlacht bei Mogersdorf teil. In französischen Diensten wurde Christian 1688 Lieutenant-général. Ludwig XIV. übergab Christian ein Regiment, das er von 1668 an als Mestre de camp  28 Jahre befehligte.

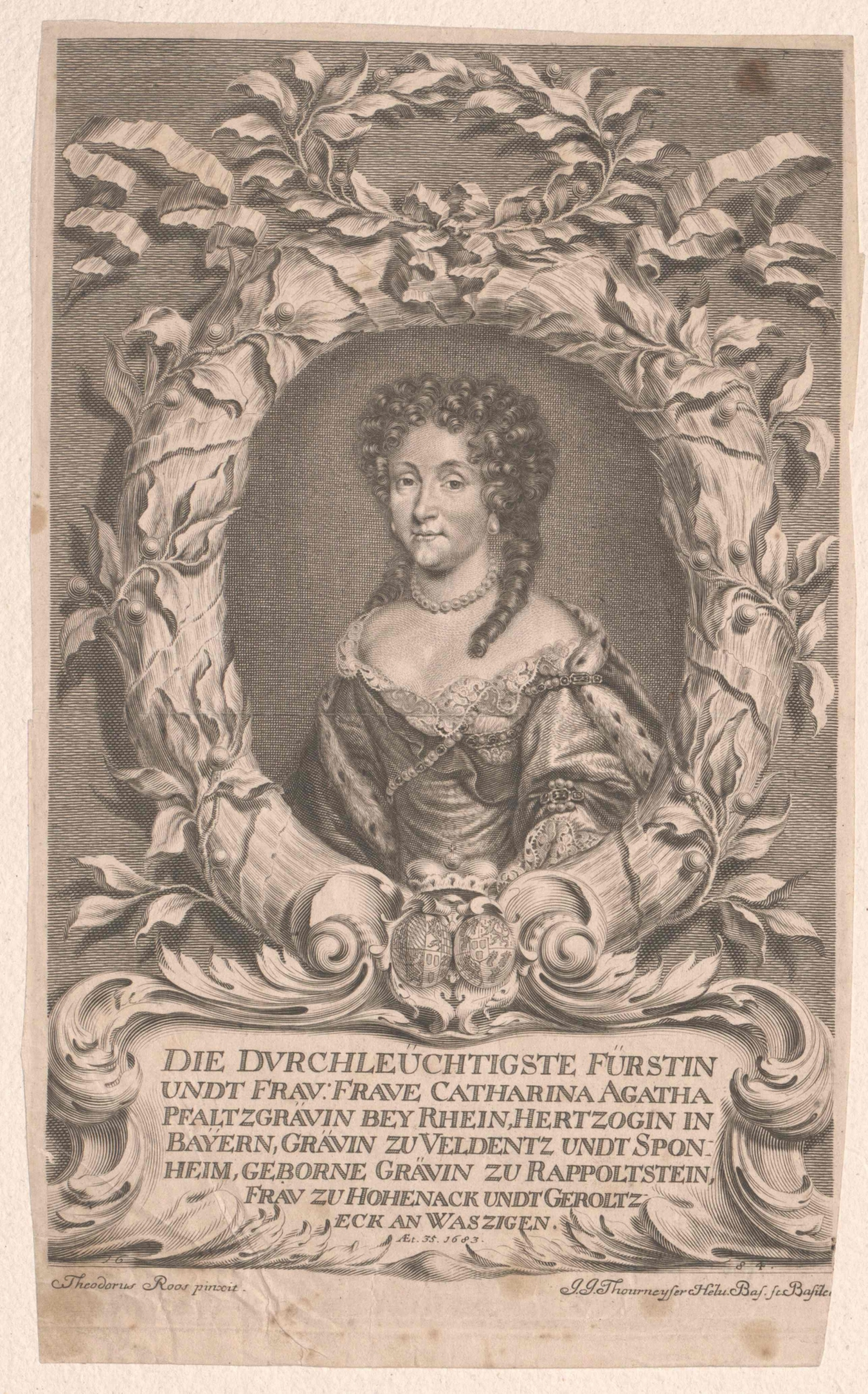
Katharina Agathe, Gräfin und Erbtochter von Rappoltstein, Christians Gattin

Durch seine Ehe mit der Erbtochter des Grafen Johann Jakob von Rappoltstein, Herrn zu Hohenack und Geroldseck am Wasichen, gelangte Christian nach dem Tod seines Schwiegervaters 1673 in den Besitz der Herrschaft Rappoltstein und erwarb 1699 nach dem Aussterben der Linie Pfalz-Veldenz Teile von Lützelstein und der Herrschaft Guttenberg. Er galt als politisch und diplomatisch sehr geschickt. Zeitweise war Christian Mitregent der Grafschaft Hanau für den unter Zwangsverwaltung gestellten Grafen Friedrich Casimir und führte die Vormundschaft für die minderjährigen Grafen Philipp Reinhard und Johann Reinhard.
Ab 1681 administrierte er auch das durch die Reunionspolitik unter französischer Oberhoheit stehende Herzogtum Pfalz-Zweibrücken für dessen Herrscher, den schwedischen König Karl XI. Im November 1687 wurde er von Karl XI. abgesetzt, weil er den französischen Besatzern zu nahe stand und stark verdächtigt wurde, Gelder für Staatsaufgaben in die eigene Tasche zu wirtschaften. Seine Nachfolgerin Charlotte Friederike von Pfalz-Zweibrücken wurde allerdings erst Anfang 1693 von den Franzosen offiziell als Administratorin anerkannt.

## Ehe und Nachkommen
1667 heiratete Christian II. in Rappoltsweiler Katharina Agathe (1648–1683), Tochter des Grafen Johann Jakob von Rappoltstein († 1673). Aus der gemeinsamen Ehe gingen folgende Kinder hervor:
- Magdalena Claudia (1668–1704)

⚭ 1689 Graf Philipp Reinhard von Hanau-Münzenberg
- Ludwig (1669–1670)
- Elisabetha Sophia Auguste (1671–1672)
- Christina Katharina (1671–1673)
- Charlotte Wilhelmine (1672–1673)
- Christian III. (1674–1735), Pfalzgraf und Herzog von Pfalz-Zweibrücken

⚭ 1719 Gräfin Karoline von Nassau-Saarbrücken (1704–1774)
- Luise (1678–1753)

⚭ 1700 Fürst Anton Ulrich von Waldeck und Pyrmont (1676–1728)
Aus einer anderen Beziehung entstammte der Baron Ludwig von Stein (1693–1780).